# 龙华文体中心
龙华文体中心是一座位于中国广东省深圳市龙华区的体育场馆，占地面积6.4万平方米，建筑面积约11万平方米。龙华文体中心是由一座配置标准天然草足球场和标准400米跑道的体育场、综合馆、训练馆、游泳馆等组成的一体化场馆，采用和城市结合的开放式设计。
龙华文体中心体育场曾作为深圳青年人足球俱乐部在2024中乙赛季的主场，设有看台座位2364个。
龙华文体中心是2025年亞足聯U-20亞洲盃的比赛场馆，将承办6场小组赛。